# Янтра (Естонія)
Янтра (ест. Jantra) — село в Естонії, входить до складу волості Виру (до адмінреформи 2017 року - волості Орава), повіту Пилвамаа.